# Christiane Fürst
Christiane Fürst (ur. 29 marca 1985 w Dreźnie) – niemiecka siatkarka, reprezentantka swojego kraju. Olimpijka (Ateny 2004) – dwukrotna wicemistrzyni Europy (2011, 2013). W 2015 roku ogłosiła zakończenie kariery reprezentacyjnej.
Od sezonu 2016/2017 występuje w japońskiej drużynie Denso Airybees.

## Sukcesy reprezentacyjne
| Osiągnięcie             | Trofeum       | Rok             |
| ----------------------- | ------------- | --------------- |
| Letnia Uniwersjada      | złoto         | 2001            |
| Mistrzostwa Europy      | srebro · brąz | 2011, 2013 2003 |
| Grand Prix              | brąz          | 2009            |
| Liga Europejska         | złoto         | 2013            |
| Volley Masters Montreux | złoto         | 2014            |

## Sukcesy klubowe
| Osiągnięcie                | Trofeum               | Sezon/Rok                                                      |
| -------------------------- | --------------------- | -------------------------------------------------------------- |
| Puchar Niemiec             | złoto                 | 1998/1999, 2001/2002                                           |
| Mistrzostwo Niemiec        | złoto · srebro · brąz | 1998/1999, 2006/2007 2001/2002 2004/2005, 2005/2006            |
| Superpuchar Niemiec        | złoto                 | 2002                                                           |
| Puchar CEV                 | złoto                 | 2007/2008                                                      |
| Mistrzostwo Włoch          | złoto · brąz          | 2007/2008, 2008/2009 2009/2010                                 |
| Superpuchar Włoch          | złoto                 | 2008                                                           |
| Puchar Włoch               | złoto                 | 2008/2009                                                      |
| Liga Mistrzyń              | złoto · srebro · brąz | 2009/2010, 2012/2013, 2014/2015 2013/2014 2010/2011            |
| Superpuchar Turcji         | złoto                 | 2010, 2013                                                     |
| Klubowe Mistrzostwa Świata | złoto · srebro        | 2010, 2013, 2015 2011                                          |
| Mistrzostwo Turcji         | złoto · srebro · brąz | 2010/2011, 2012/2013, 2013/2014 2011/2012 2014/2015, 2015/2016 |
| Puchar Turcji              | złoto                 | 2012/2013, 2013/2014                                           |

## Nagrody indywidualne
- 2001: Najlepsza blokująca Mistrzostw Świata Juniorek
- 2003: Najlepsza blokująca Mistrzostw Świata Juniorek
- 2006: Najlepsza blokująca Mistrzostw Świata
- 2007: Najlepsza blokująca Volley Masters Montreux
- 2008: Najlepsza atakująca Pucharu CEV
- 2009: Najlepsza blokująca Mistrzostw Europy
- 2010: Siatkarka roku w Niemczech
- 2010: Najlepsza atakująca Ligi Mistrzyń
- 2010: Najlepsza blokująca Mistrzostw Świata
- 2011: MVP, najlepsza punktująca i blokująca Volley Masters Montreux
- 2011: Najlepsza blokująca Mistrzostw Europy
- 2011: Najlepsza blokująca Pucharu Świata
- 2013: Najlepsza blokująca Mistrzostw Europy
- 2013: Najlepsza środkowa Klubowych Mistrzostw Świata razem z Carol Gattaz
- 2015: Nagroda Fair Play Ligi Mistrzyń